# آواندیل (تگزاس)
آواندیل (به انگلیسی: Avondale) یک منطقهٔ مسکونی در ایالات متحده آمریکا است که در شهرستان تارانت، تگزاس واقع شده‌است. آواندیل ۲۴۵٫۹۸ متر بالاتر از سطح دریا قرار دارد.